# HD 2032
HD2032 є хімічно пекулярною зорею спектрального класу A2 й має видиму зоряну величину в смузі V приблизно  8,7.
.